# Lucien d'Azambuja
Henri Lucien d'Azambuja (París, 28 de enero de 1884 - 18 de julio de 1970) fue un astrónomo francés.
Trabajó en el Observatorio de París en Meudon, donde construyó junto a Henri-Alexandre Deslandres un gran espectrógrafo. Fue un estudioso de la atmósfera solar, publicando artículos sobre en sobre las manchas solares, fulguraciones solares, y la cromosfera solar así como sobre el campo magnético en el sol.
Fue dos veces ganador del premio Lalande (1915 y 1935) otorgado por la Academia de Ciencias de Francia, y en 1927 de su premio Valz. Fue asimismo ganador de la medalla Janssen en 1943 y del Premio Jules Janssen en 1948.